# Божко Сергій Юрійович
Сергій Юрійович Божко (нар. 3 березня 1973, Красний Лиман, Донецька область, УРСР) — радянський, український та російський футболіст, захисник та півзахисник.

## Життєпис
Випускник Луганського спортінтернату, перший тренер — О.В. Алексеєв. Футбольну кар'єру розпочинав у клубах «Стаханов», за який зіграв 20 матчів і забив 13 м'ячів та «Зоря» (Луганськ), за яку в 1991-1992 році зіграв 12 матчів. У період з 1992 по 1996 рік грав за російські клуби «Жемчужина» (Сочі) та «Локомотив» (НН), які грали на той час у вищій лізі (У 1994 році встиг відіграти 5 матчів та відзначитися 1 голом у футболці «Ільвеса» з вищого дивізіону фінського чемпіонату). 17 травня 1993 року дебютував у чемпіонаті Росії, в матчі проти ЦСКА, вийшовши на початку другого тайму. 9 липня 1993 року забив перший м'яч у чемпіонаті, в матчі проти московського «Динамо». У 1994 році викликався до тренувального табору молодіжної збірної Росії. З 1999 по 2002 рік грав за український клуб «Сталь» з Алчевська та російський «Терек» (1 поєдинок). У сезоні 2000/01 року зіграв у Вищій лізі чемпіонату України 22 гри і забив 3 м'ячі. Закінчував кар'єру в клубі «Нафтовик-Укрнафта», за який з 2002 по 2006 рік зіграв 77 матчів. Після завершення професіональної кар'єри на аматорському рівні виступав за «Незалежність» (Біловодськ), «Мир-Донгаздобича» (Сулін) та «Агату» (Луганськ).

## Досягнення
- Перша ліга чемпіонату України
  -  Срібний призер (1): 1999/00

- Друга ліга/Другий дивізіон чемпіонату Росії
  -  Чемпіон (2): 1992 (зона «Захід»), 2002 (зона «Південь»)